# Лауритцен, Лауриц
Ла́уриц Ла́уритцен (нем. Lauritz Lauritzen; 20 января 1910, Киль, Шлезвиг-Гольштейн — 5 июня 1980, Бад-Хоннеф) — немецкий политик, представлявший партию СДПГ, бывший министр строительства, транспорта и почты.

## Образование и карьера
Окончив школу в 1929 году в городе Плён, Лауритцен изучал юриспруденцию в университетах Фрайбурга и Киля (где он был учеником Фердинанда Тённиса), который закончил в 1933 году, сдав первый государственный юридический экзамен. В 1936 году он защищает кандидатскую. В 1937 году Лауритцен сдаёт второй юридический госэкзамен. С 1937 по 1945 год он работает в госуправлении «Химия» в Берлине.
В 1945 году Лауритцена назначают главой канцелярии премьер-министра Шлезвиг-Гольштейна Теодора Штельцера. С 1946 по 1950 год он находится на должности ландесдиректора в шлезвиг-гольштейнском министерстве внутренних дел. В 1953—1954 годах он был министериальдиригентом в министерстве внутренних дел Нижней Саксонии.

## Партийная принадлежность и депутатская деятельность
Лауритцен — член СДПГ с 1929 года. После запрещения партии, с 1934 по 1938 год, он числился в конном отряде СА. Членом НСДАП не был никогда, однако входил в Национал-социалистический союз юристов (нем. NS-Rechtswahrerbund) и в организацию Национал-социалистическая народная благотворительность.
С 1955 по 1963 год Лауритцен входил в состав районного правления СДПГ Гессен-Норд. С 1969 по 1971 год — был членом земельного правления СДПГ Шлезвиг-Гольштейна. В ноябре 1973 года считался наиболее вероятным кандидатом на выборы в ландтаг 1975 года, однако после ухода с федеральных постов снял свою кандидатуру.
Депутатом немецкого бундестага Лауриц Лауритцен был с 1969 года и до самой смерти. Первое время баллотировался от округа Плён, впоследствии по избирательному списку земли Шлезвиг-Гольштейн.

## Государственные должности
В 1953-1964 годах был обер-бургомистром города Касселя. С 1963 по 1966 год входил в состав гессенского правительства Георга Аугуста Цинна министром по федеральным вопросам и юстиции.
После создания большой коалиции 1 декабря 1966 года вошёл в состав федерального правительства Курта Георга Кизингера министром жилищного строительства и городского развития. После выборов в бундестаг 1969 года сохранил свой пост в кабинете Вилли Брандта, изменив лишь название подчинённого ведомства на «министерство городского и жилищного строительства». 7 июля 1972 года был дополнительно назначен министром почты и связи, а также министром транспорта. Впрочем, после федеральных выборов 1972 года, с 15 декабря 1972, он остался руководить только министерством транспорта. Во время нефтяного кризиса 1973 года ввёл ограничение максимальной скорости допустимой на немецких автобанах — 100 км/ч. С отставкой Вилли Брандта 16 мая 1974 года Лауритцен вышел из состава правительства.